# Volkshaus

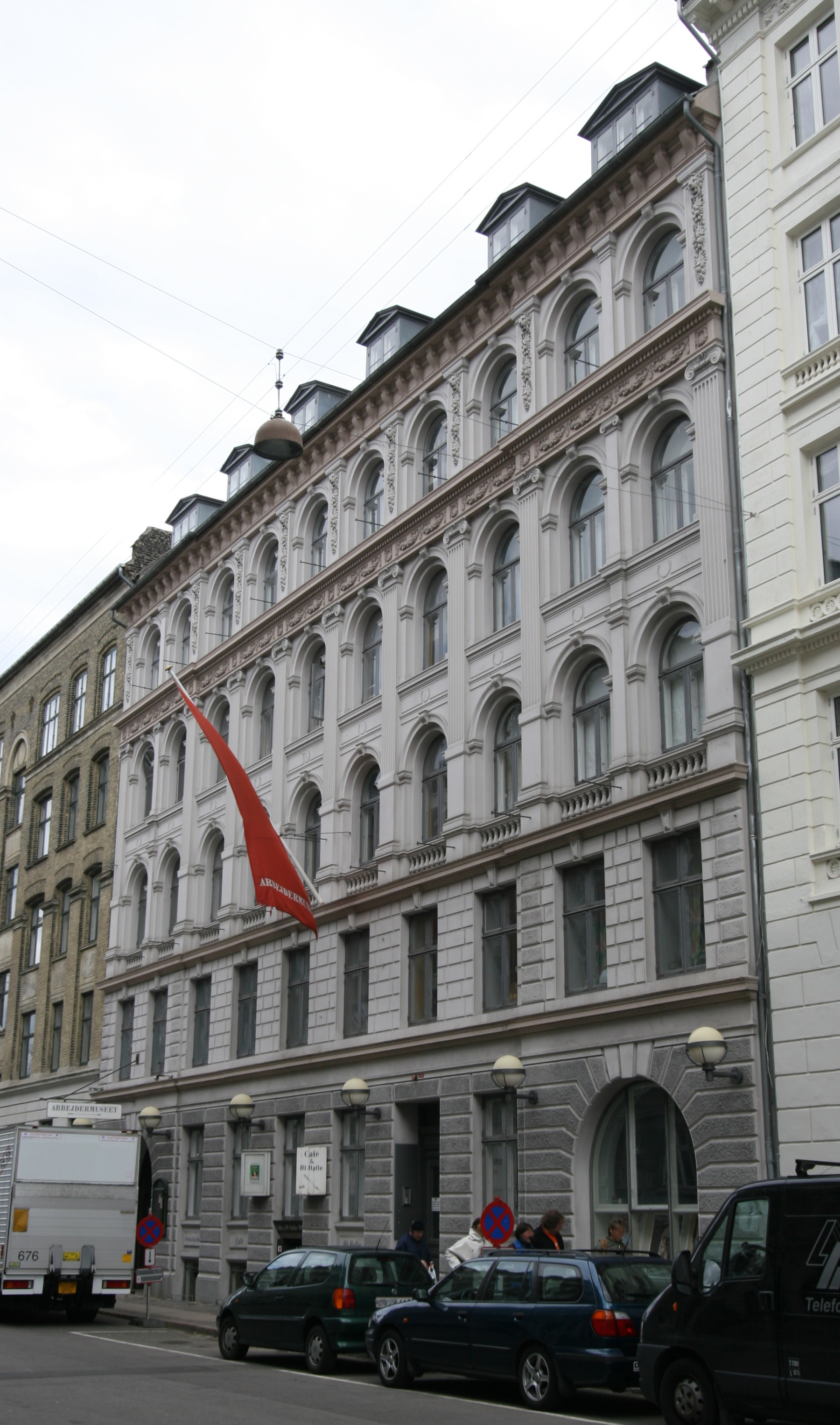
Eines der ältesten europäischen Volkshäuser, das Folkets Hus Kopenhagen, heute Arbeitermuseum (2007)

Als Volkshaus (auch Arbeiterheim, Volksheim oder Haus des Volkes, skandinavisch: folkets hus, französisch: maison du peuple, russisch: narodny dom) wurden Gebäude bezeichnet, die als ökonomische, politische und kulturelle Zentren der Arbeiterbewegung und nach der Settlement-Bewegung etwa ab den 1890er Jahren in kontinentaleuropäischen Städten errichtet oder eingerichtet wurden.

## Geschichte

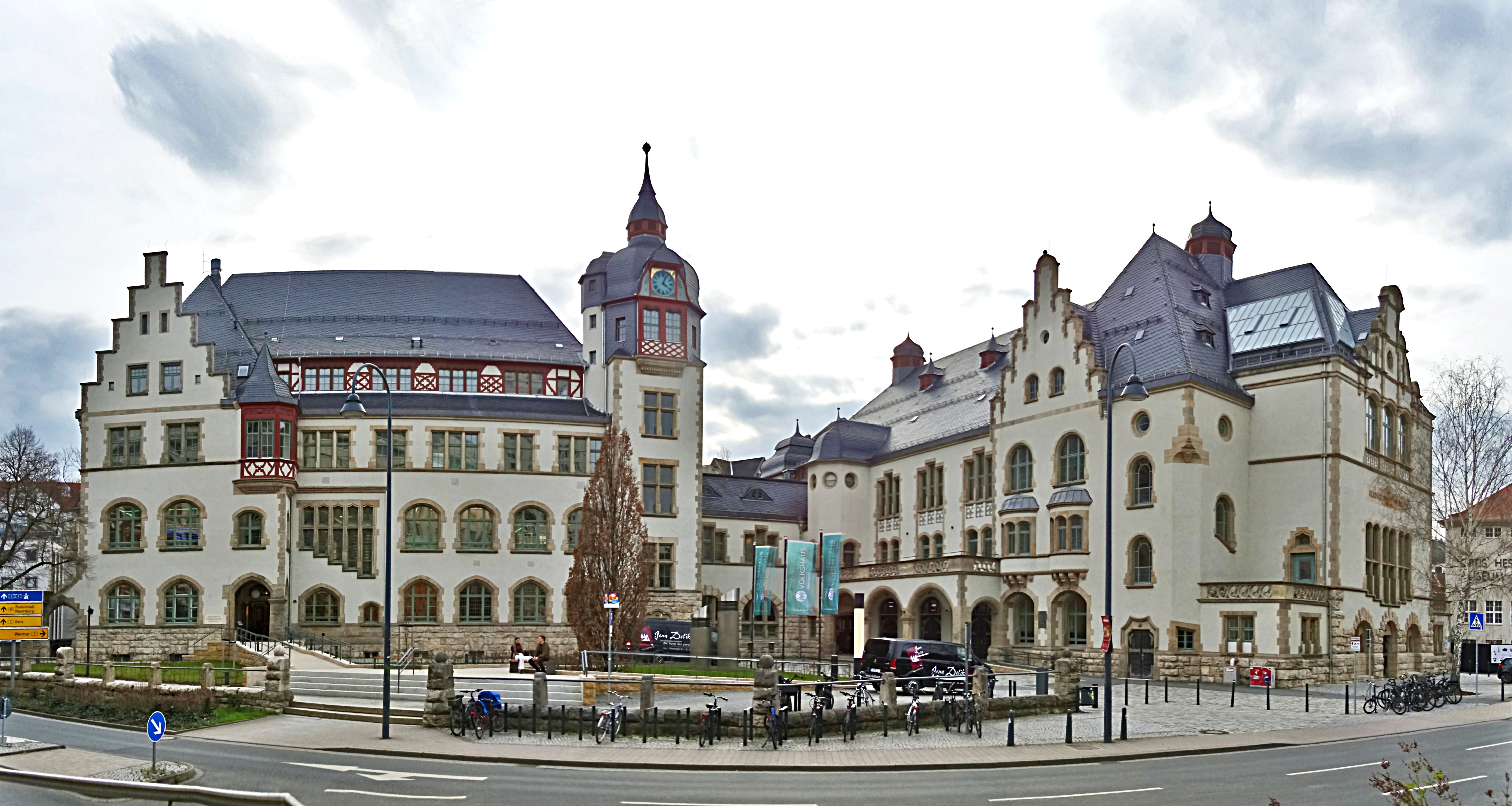
Volkshaus Jena (2024)

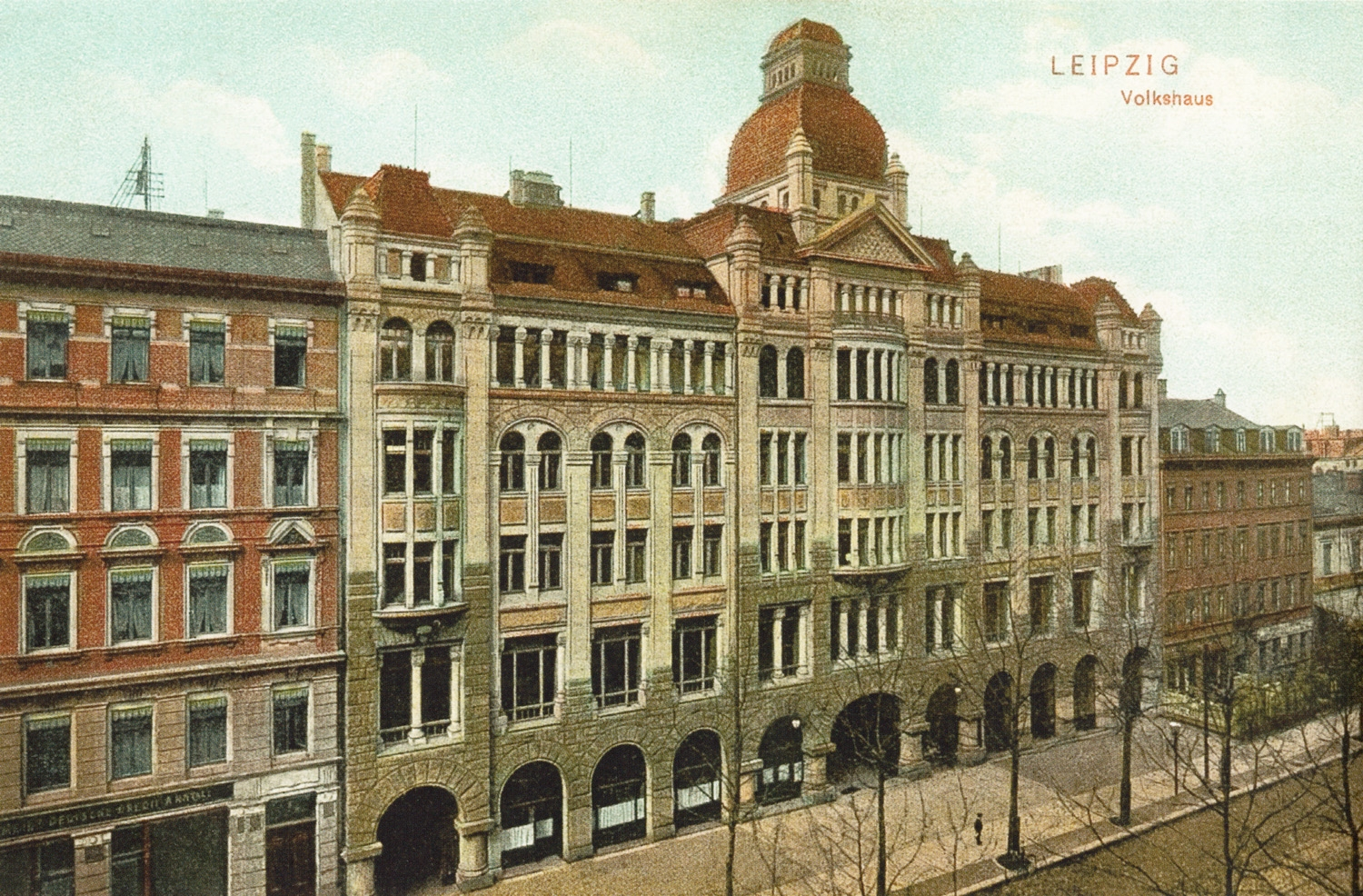
Volkshaus Leipzig, (AK 1913)

Mit der Gründung von Gewerkschaften und Arbeiterparteien am Ende des 19. Jahrhunderts entstand oft das Problem, dass es an entsprechenden Versammlungsräumen mangelte, da die meist bürgerlich orientierten Gaststättenbesitzer nicht oder nur zu hohen Kosten bereit waren, hierzu Säle zu vermieten. Um hiervon unabhängig zu sein, entstanden in vielen Städten Eigeninitiativen von Arbeitervereinen und Gewerkschaften, eigene Häuser zu errichten oder vorhandene Gebäude zu erwerben und umzubauen. Zudem gab es auch einige sozial engagierte Industrielle, die den Bau solcher Häuser betrieben oder förderten. Ein derartiges Gebäude umfasste typischerweise  Büros der Gewerkschaft und einer Arbeiterpartei, einen oder mehrere Festsäle und Räumlichkeiten, die Zwecken der Volksbildung dienten. Gelegentlich beinhalteten sie auch ein Verkaufslokal einer Konsumgenossenschaft. Vorreiter der Bewegung waren die skandinavischen Länder, gefolgt von Russland, Belgien, Deutschland, der Schweiz, Frankreich und Österreich-Ungarn. Später entstanden einige solcher Volkshäuser auch im Mittelmeerraum und Südamerika.
Nach 1945 entstanden in westlichen Ländern auch neue Volks- oder Arbeiterheime, allerdings ohne den architektonischen Anspruch der frühen Bauten der Arbeiterbewegung. In den sozialistischen Staaten gab es dagegen zahlreiche Neubauten, zunächst meist im neoklassizistischen Stil der Stalin-Ära. Aus dem Bautyp des Volkshauses entwickelte sich dort der des Kulturhauses, in größeren Städten der des Kulturpalastes.

## Liste europäischer Volkshäuser (Auswahl)

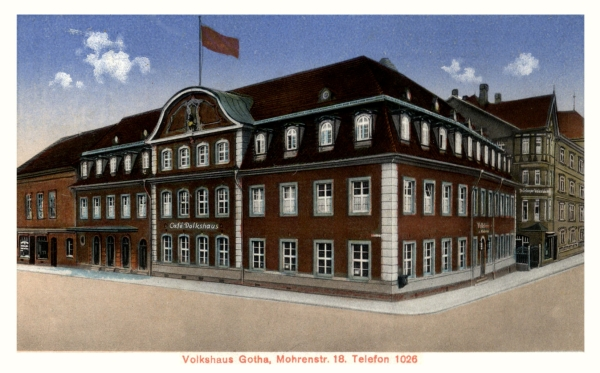
Volkshaus Gotha nach dem Umbau (AK 1928)

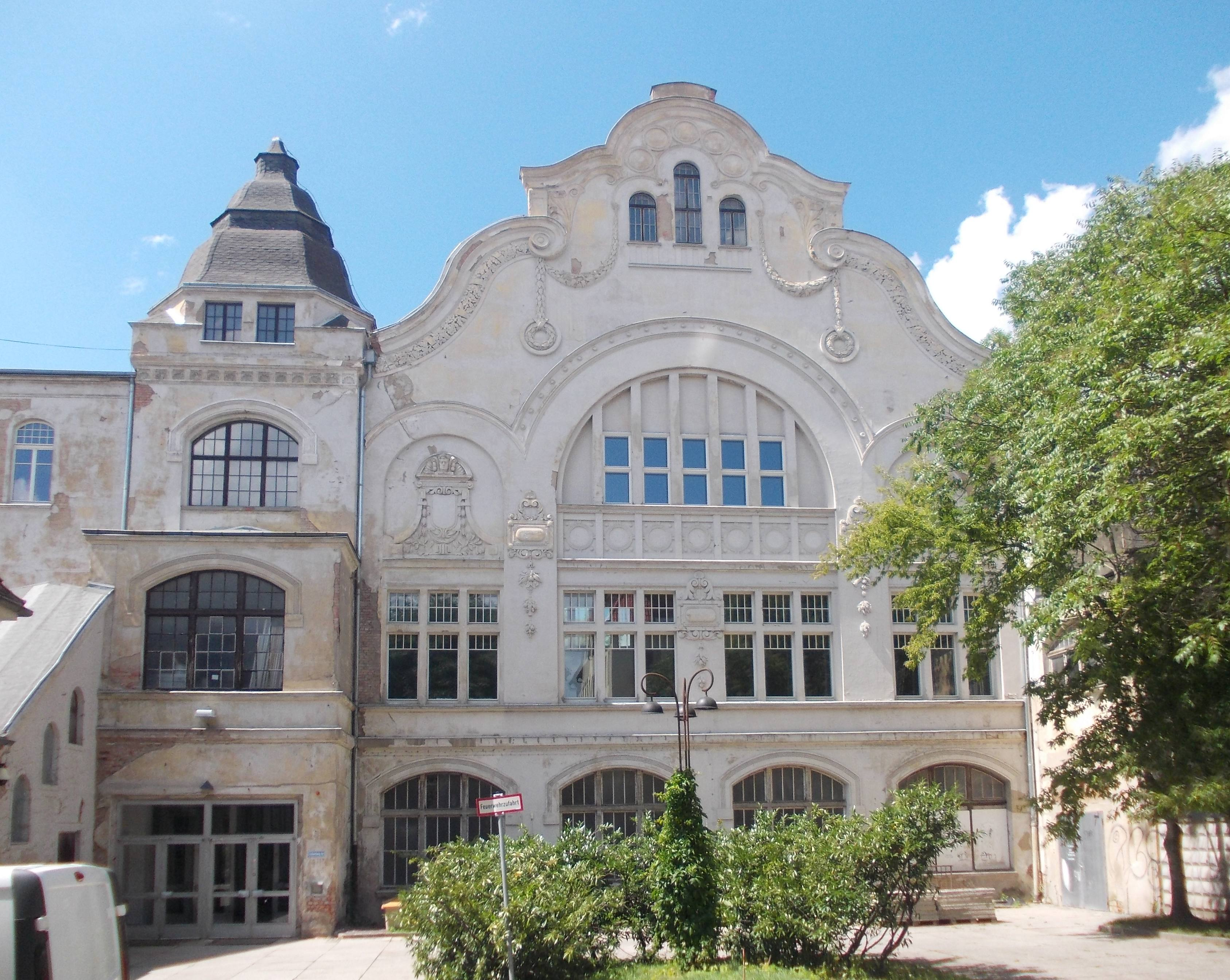
Volkspark Halle (2015)

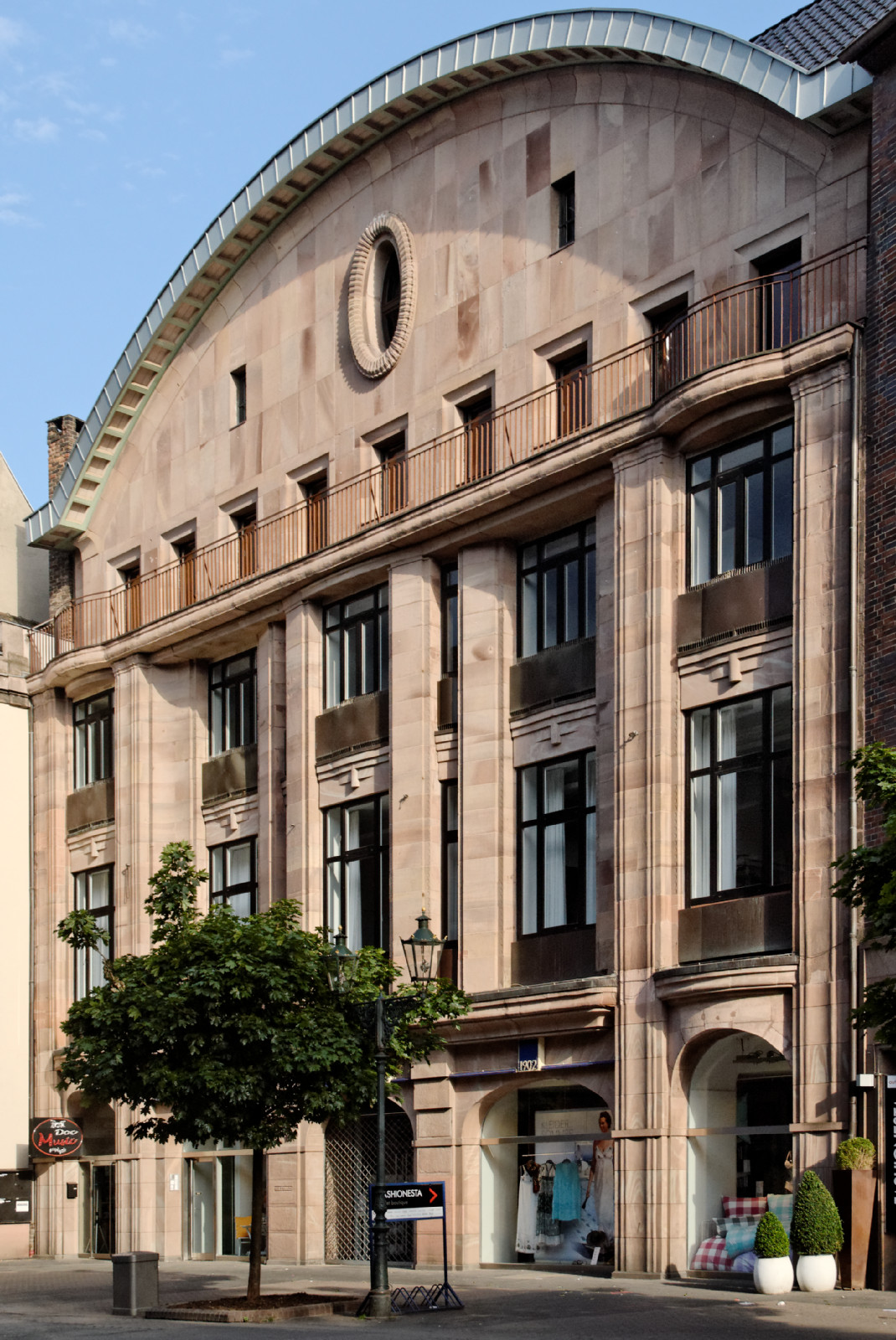
Volkshaus Düsseldorf (2011)

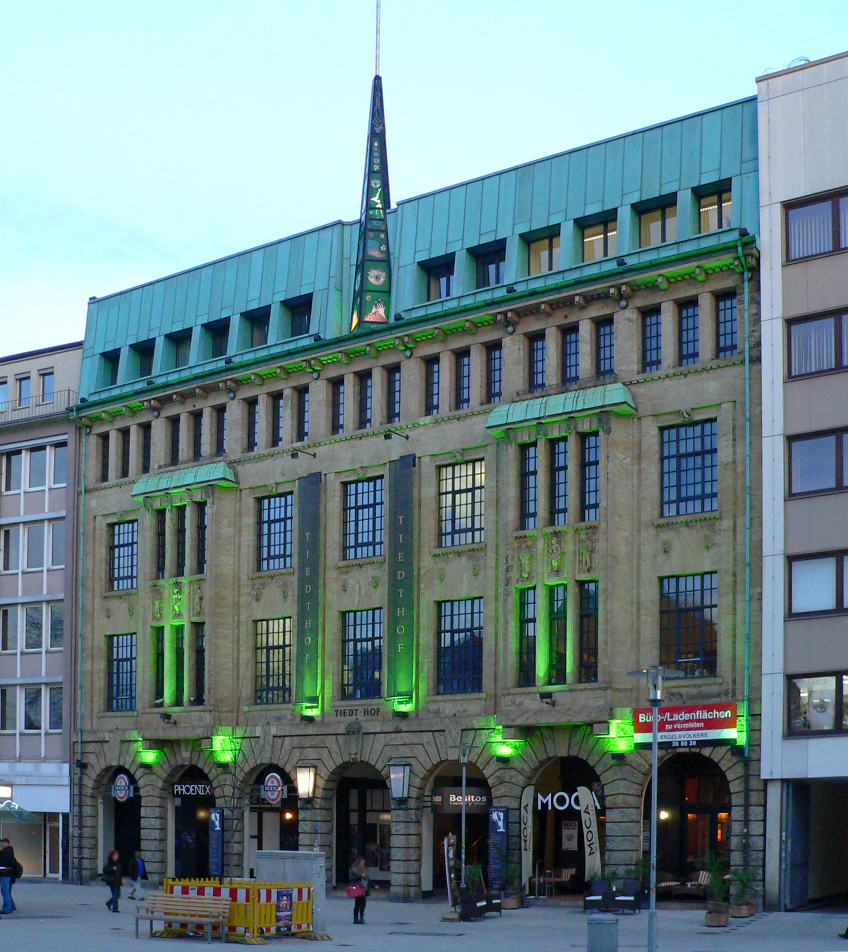
Tiedthof Hannover (2013)

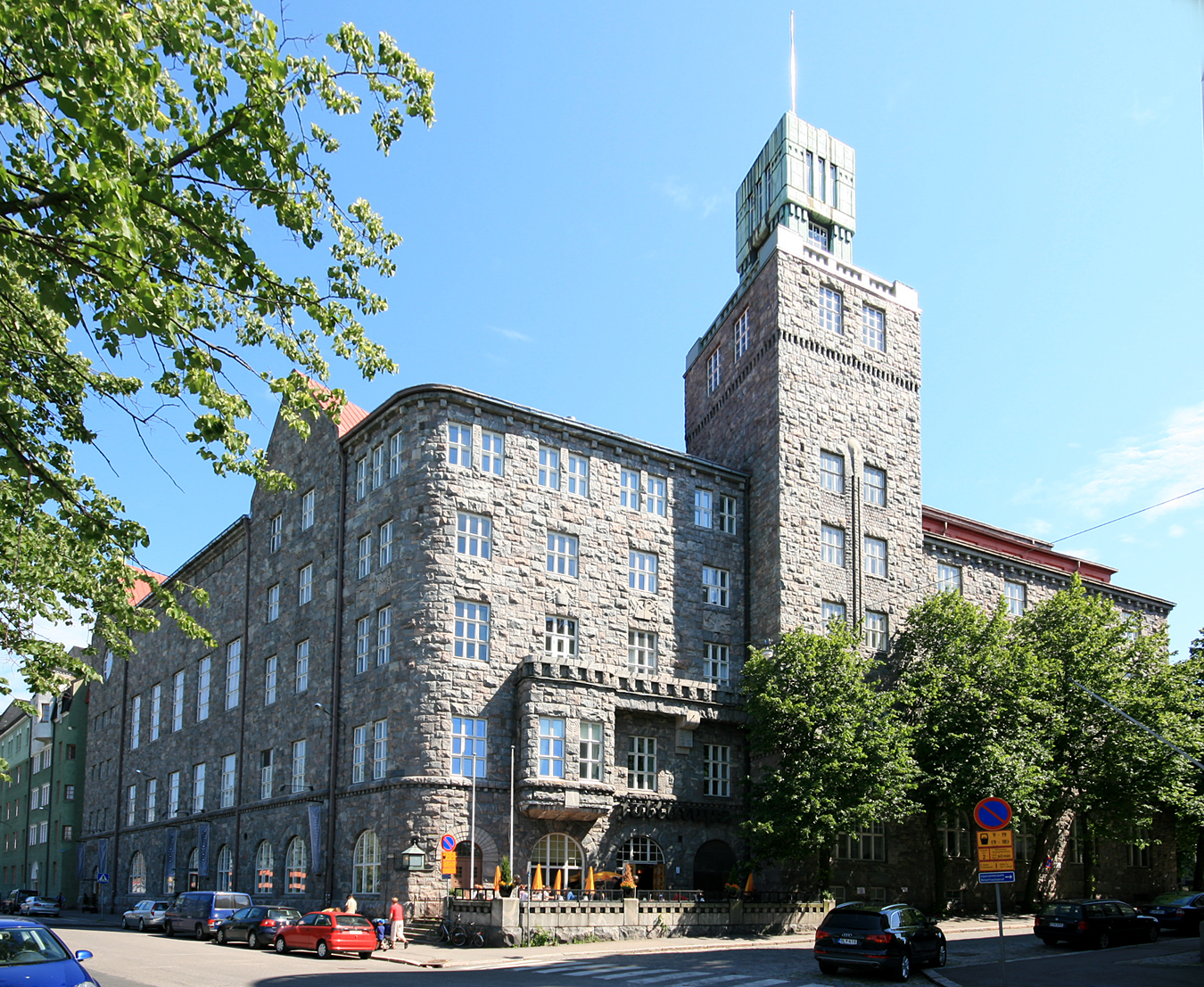
Paasitorni Helsinki (2007)

### Belgien
- 1896–99 Maison du Peuple Brüssel, Architekt Victor Horta, 1965 trotz internationaler Proteste abgerissen.
- 1901 Maison du Peuple Antwerpen, Architekt Jan van Asperen und Émile Van Averbeke
- 1913–14 Maison du Peuple Vooruit Gent, Architekt Ferdinand Dierkens

### Dänemark
- 1879 Folkets Hus Kopenhagen, Rømersgade 22, „Arbejdernes Forenings- og Forsamlingsbygningseit“, seit 1982 Arbeitermuseum (Arbejdermuseet)
- 1889 Folkets Hus Helsingør
- 1893 Folkets Hus Aarhus
- 1896 Folkets Hus Odense
- 1898 Folkets Hus Nykøbing Falster
- 1899 Folkets Hus Roskilde
- 1899 Folkets Hus Randers
- 1890 Folkets Hus Horsens mit Volkspark

### Deutschland
In Deutschland entstanden nach Aufhebung des Sozialistengesetzes 1890 zahlreiche Volkshäuser, meist als Vereinshäuser der SPD und der Gewerkschaften, zum Teil aber auch durch sozial engagierte Unternehmer. Am 2. Mai 1933 wurden in über 160 Städten die Gewerkschaftsbüros von NSDAP-Organisationen besetzt, die freien Gewerkschaften zerschlagen und die Volkshäuser der Deutschen Arbeitsfront übertragen. Nach 1945 erhielten die Gewerkschaften im Westen ihre Gebäude – oft kriegszerstört – wieder zurück. In der DDR blieben sie dagegen in staatlichem oder kommunalem Besitz und die Gesellschaftbauten wurden meistens in sogenannte Kulturhäuser umfunktioniert.
- 1893 Volksgarten Wernigerode, erbaut als Vereinshaus der Wernigeröder SPD
- 1898–1903 Volkshaus Jena, erbaut durch die Carl-Zeiss-Stiftung, Architekt Arwed Roßbach
- 1902  Volkshaus Berlin-Charlottenburg, erbaut als Vereinshaus der SPD[1]
- 1905–06 Volkshaus Leipzig, erbaut als Gewerkschaftshaus
- 1906 Volkshaus Halle (Saale), erbaut als Vereinshaus der SPD
- 1906–08 Volkshaus Weimar, erbaut als Vereinshaus der SPD
- 1907 Volkshaus zum Mohren in Gotha, als ältere Traditionsgaststätte vom SPD-Ortsverein erworben und durch ein Gewerkschaftshaus ergänzt, 2007 trotz internationaler Proteste abgerissen
- 1907–09 Volkshaus Düsseldorf, erbaut als Gewerkschaftshaus
- 1910 Tiedthof, Hannover, erbaut als Gewerkschaftshaus, Architekt Rudolf Schröder
- 1919–1922 Volkshaus Neumünster, erbaut als Gemeindeverwaltung des damals selbständigen Tungendorf mit Festsaal, Jugendheim und Kindergarten[2]
- 1923 Volkshaus Coburg, als ältere Gaststätte vom Bezirkskonsumverein erworben und als Volkshaus umgebaut
- 1925 Haus zum Regenbogen, Erfurt, als ältere Gaststätte von ADGB erworben und als Volkshaus umgebaut
- 1925–27 Haus des Volkes in Probstzella, erbaut im Auftrag des Industriellen Franz Itting
- 1926–28 Volkshaus Bremen, erbaut als Gewerkschaftshaus
- 1927–1929 Volksheim Lomnitz, erbaut vom Freien Turn- und Sportbund
- 1930 Volkshaus Leverkusen, erbaut durch die KPD
- 1930 Volkshaus Riesa, erbaut durch die GEWOG Dresden als Gewerkschaftshaus mit Wohnungen, Architekt Hans Waloschek

### Finnland
- 1900 Puistotorni Tampere, erbaut durch den Arbeiterverein, erweitert 1912 und 1930, Architekt Bertel Strömer
- 1908 Paasitorni Helsinki, erneuert 1919, erweitert 1925, Architekt Karl Lindahl

### Frankreich
- 1902 Maison du Peuple Nancy

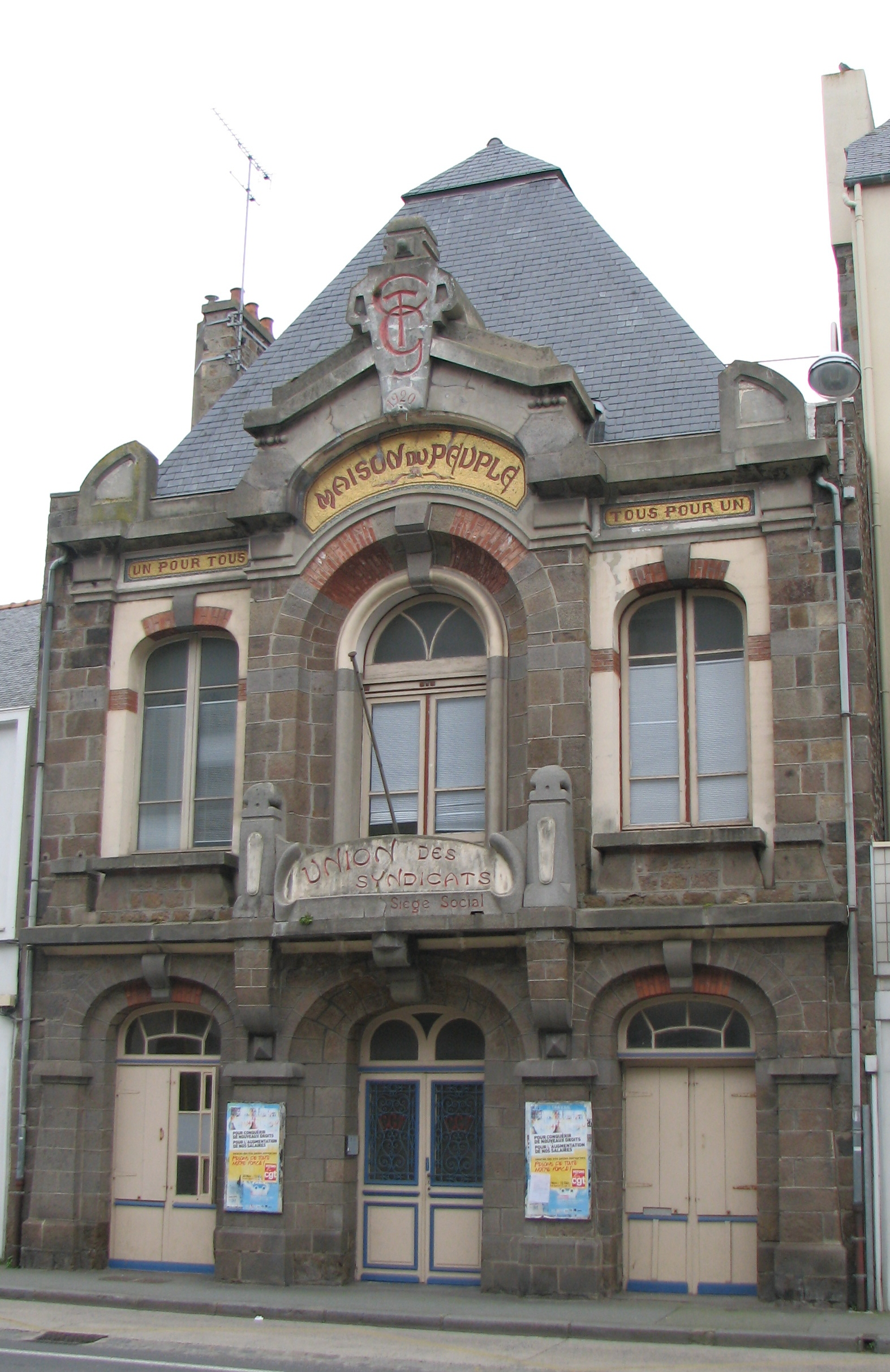
Maison du Peuple Saint-Malo (2013)

- 1920 Maison du Peuple Saint-Malo Architekt Edmond Eugène Mantrand
- 1925 Maison du Peuple La Cité, Rennes, Architekt Emmanuel Le Ray

### Österreich

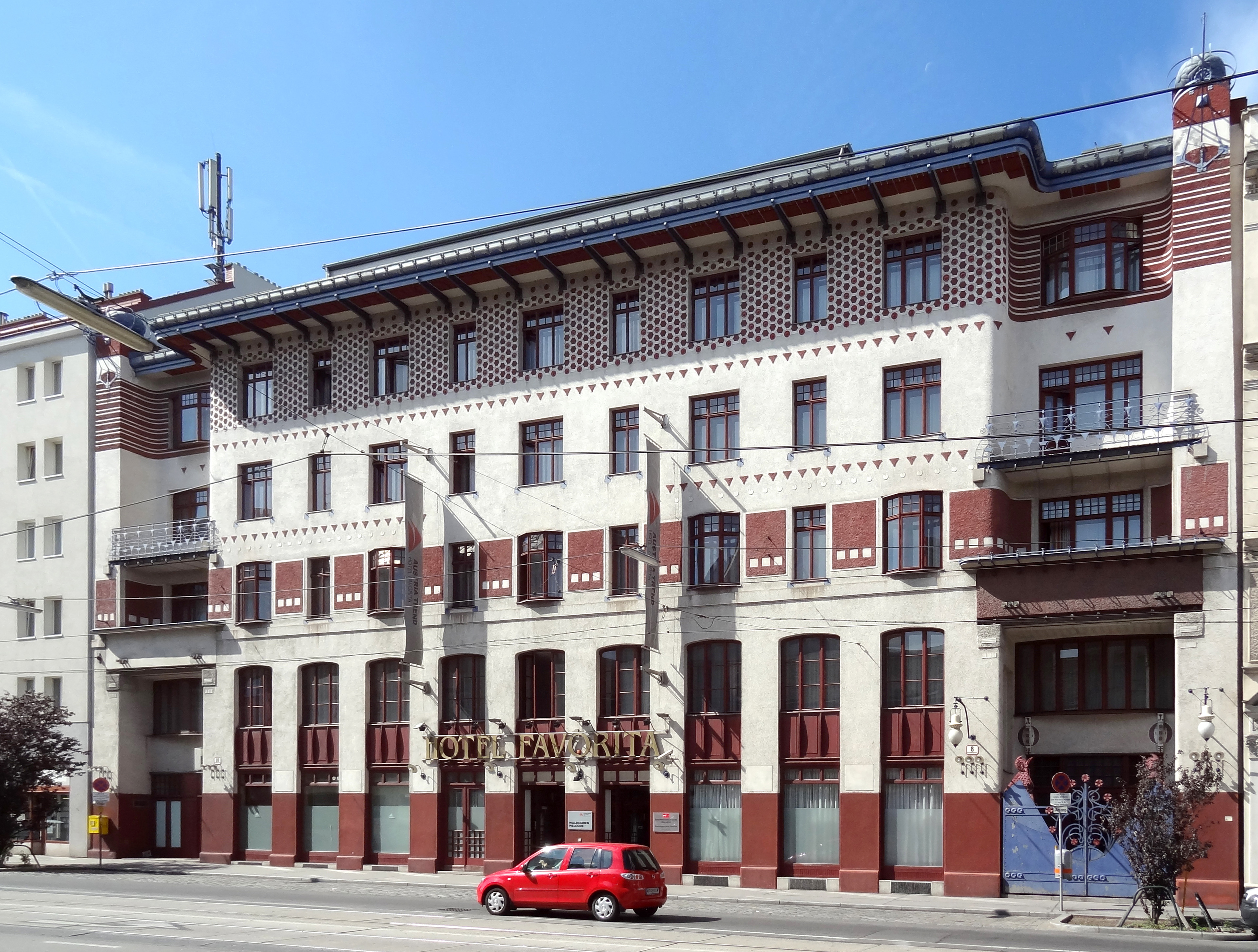
Ehemaliges Arbeiterheim Favoriten, Wien (2012)

- 1905–07 Arbeiterheim Ottakring, Wien, zerstört im Februaraufstand 1934
- 1901–02 Arbeiterheim Favoriten, Wien, unter Beibehaltung der ornamentalen Fassade am Ende des 20. Jahrhunderts in ein Hotel umgewandelt.
- 1948–49 Volxhaus (slowenisch Ljudski dom), Klagenfurt, erbaut als Verlags- und Druckereigebäude für den Volkswille, Architektin Margarete Schütte-Lihotzky

### Norwegen
- 1907 Folkets Hus Oslo, 1962 ersetzt durch den Neubau der norwegischen Gewerkschaft LO und des Oslo Kongressenter
- 1926 Folkets Hus Eydehavn
- 1931 Folkets Hus Sauda, Skulegata 20, Architekt: Gustav Helland

### Russland
In Russland entstanden ab den 1880er Jahren zahlreiche Volkshäuser (Narodni Dom), allein ca. 20 in Sankt Petersburg. Sie enthielten Bibliotheken, Theater und Gaststätten und dienten vor allem der Erwachsenenbildung sowohl der Arbeiter als auch des Mittelstandes. In der Regel wurden sie von den Kommunen und dem Staat sowie durch Spenden privater Sponsoren finanziell gefördert. Nach der Russischen Revolution 1917 wurde der Name Volkshaus nicht mehr verwendet, sondern durch Kulturhaus oder Kulturpalast ersetzt. 1948 entwickelte der russische Architekt Kostjantin Bartoschewitsch einen Typenbau mit der Nummer 2-06-04. Diese Planung wurde dann in den 1950er Jahren im Bereich der gesamten ehemaligen Sowjetunion in zahlreichen Städten umgesetzt, darunter in Donezk, Mykolajiwka, Abasa und Zimljansk. Finanziert wurden die Bauten oft durch große Betriebe der Region. In den 90er Jahren wurde viele dieser Kulturhäuser als kommunale Kultureinrichtung weiter betrieben.
- 1882 Narodny Dom, Tomsk

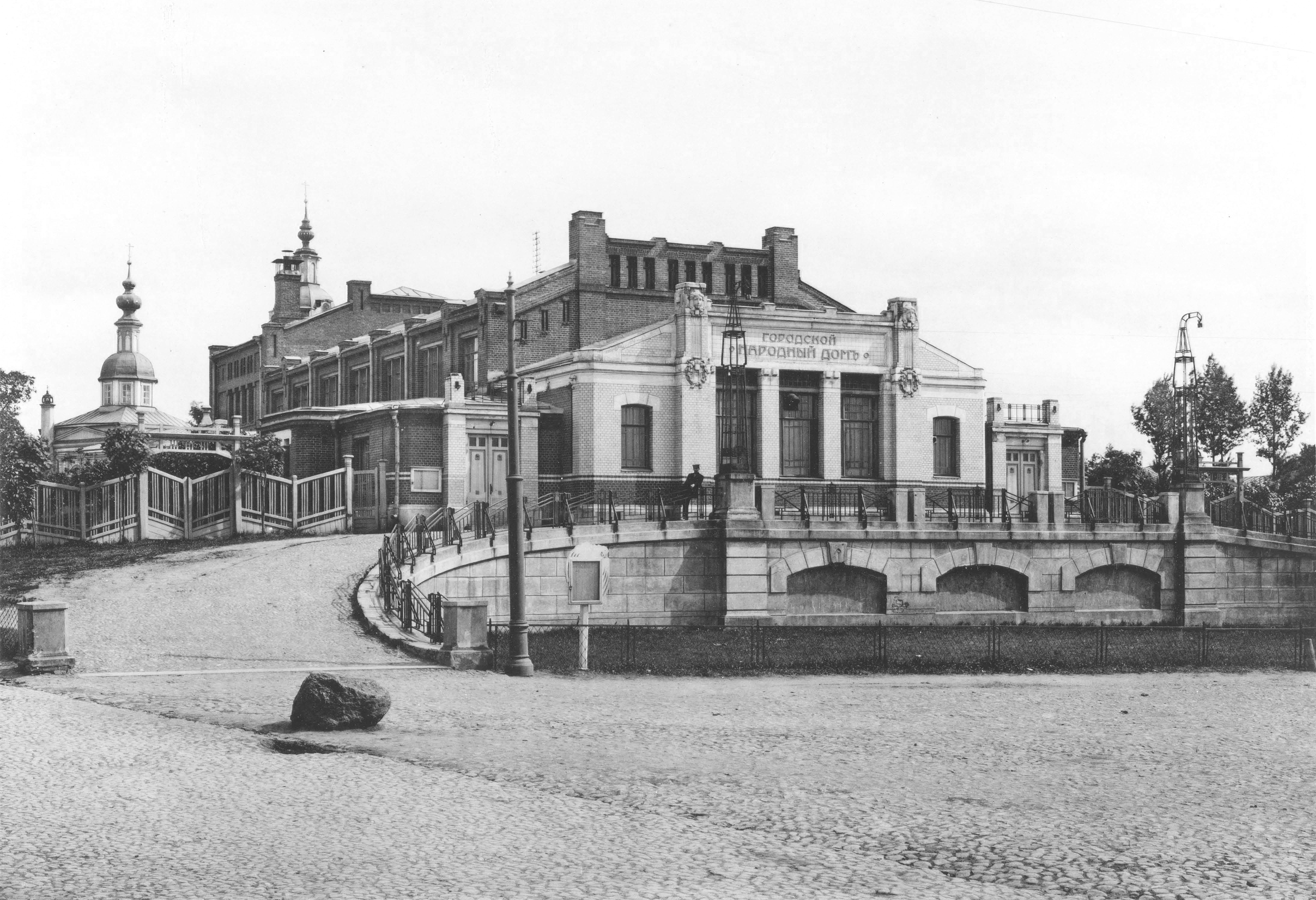
Volkshaus Moskau (1904).

- 1899–1900 Volkshaus von Zar Nicholas II, Alexandergarten, Sankt Petersburg.[3][4][5]
- 1904  Narodny Dom, Moskau, Vvedenskaya Platz, Architekt Illarion Alexandrowitsch Iwanow-Schitz

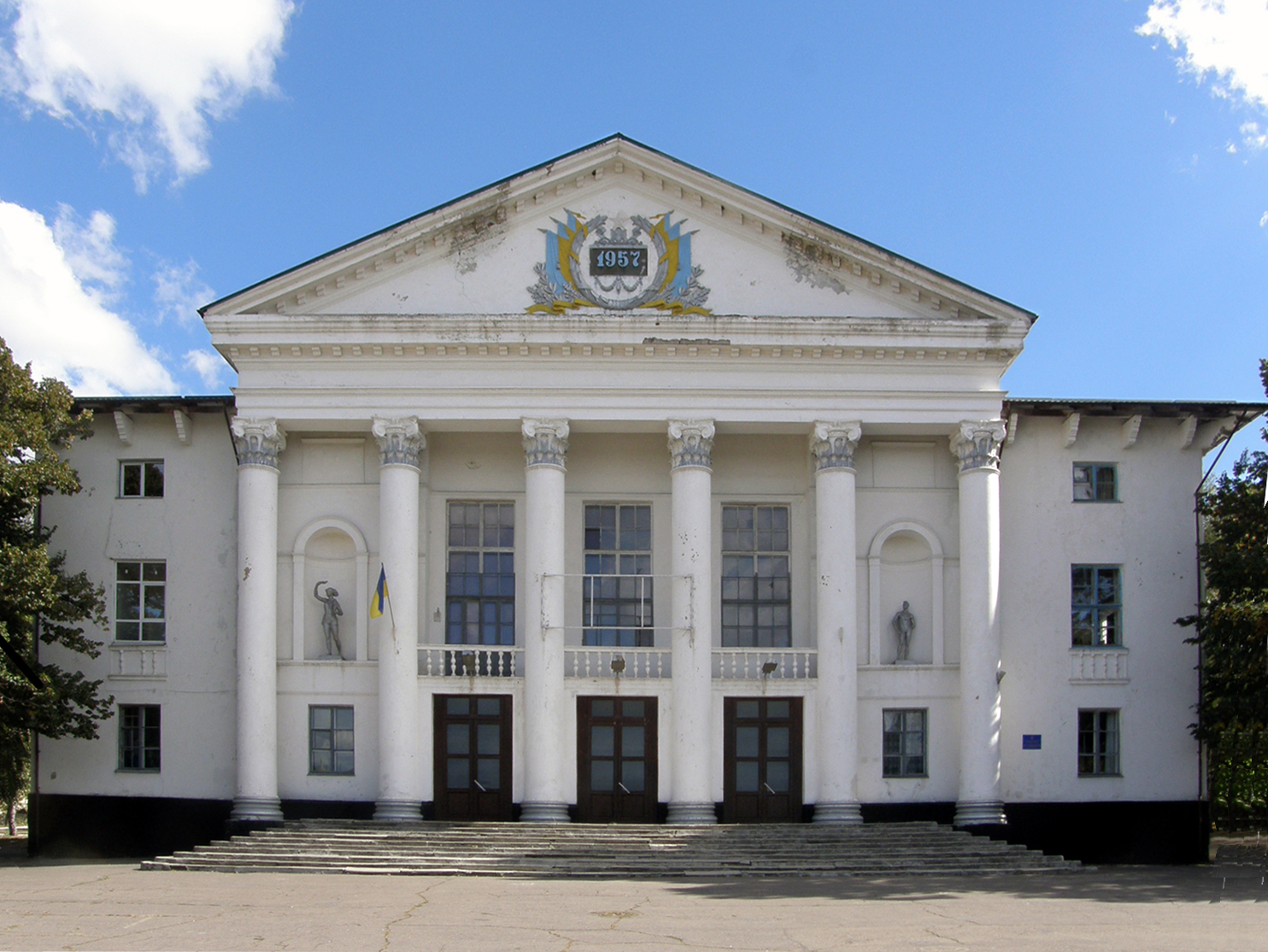
Volkshaus Bachmut (2016)

### Ukraine
In den späten 1950er Jahren wurden auch in der Ukraine zahlreiche Kulturhäuser nach sowjetischem Vorbild (Typenplan von Kostjantin Bartoschewitsch, Moskau Nr. 2-06-04 von 1948) gebaut. darunter in Bachmut, Donezk und Mykolajiwka. Wie in Russland, wurden diese Bauten oft durch große Betriebe der Region finanziert und den 90er Jahren Kulturhäuser als kommunale Kultureinrichtung weiter betrieben.
- 1957 Städtisches Volkshaus (Bachmut), im April 2023 nach dem russischen Überfall auf die Ukraine 2022 völlig zerstört.
- Volkshaus (Lwiw)

### Schweden
In Schweden wurden die Einrichtungen hauptsächlich in Gemeinden mit Industrie, oft außerhalb des Stadtzentrums, geschaffen. Danach verbreitete sich die Idee vom Süden in den Norden, wobei insgesamt über 692 Folkets Hus entstanden.
- 1899 Folkets Hus Kristianstad, entstanden durch Umnutzung eines Theatersaalgebäudes
- 1901 Folkets Hus Stockholm, Barnhusgatan 14. 1951 und 1960 in drei Etappen erneuert
- 1905–06 Folkets hus Helsingborg, Gustav Adolfs torg, Architekt Harald Berglin
- 1948 Folkets Hus Malmö, Architekt Hans Westman, heute Konferenzzentrum
- 1953 Folkets Hus Linköping, Architekten Bengt Lindroos und Sven Markelius

### Schweiz
- 1899 Volkshaus St. Gallen

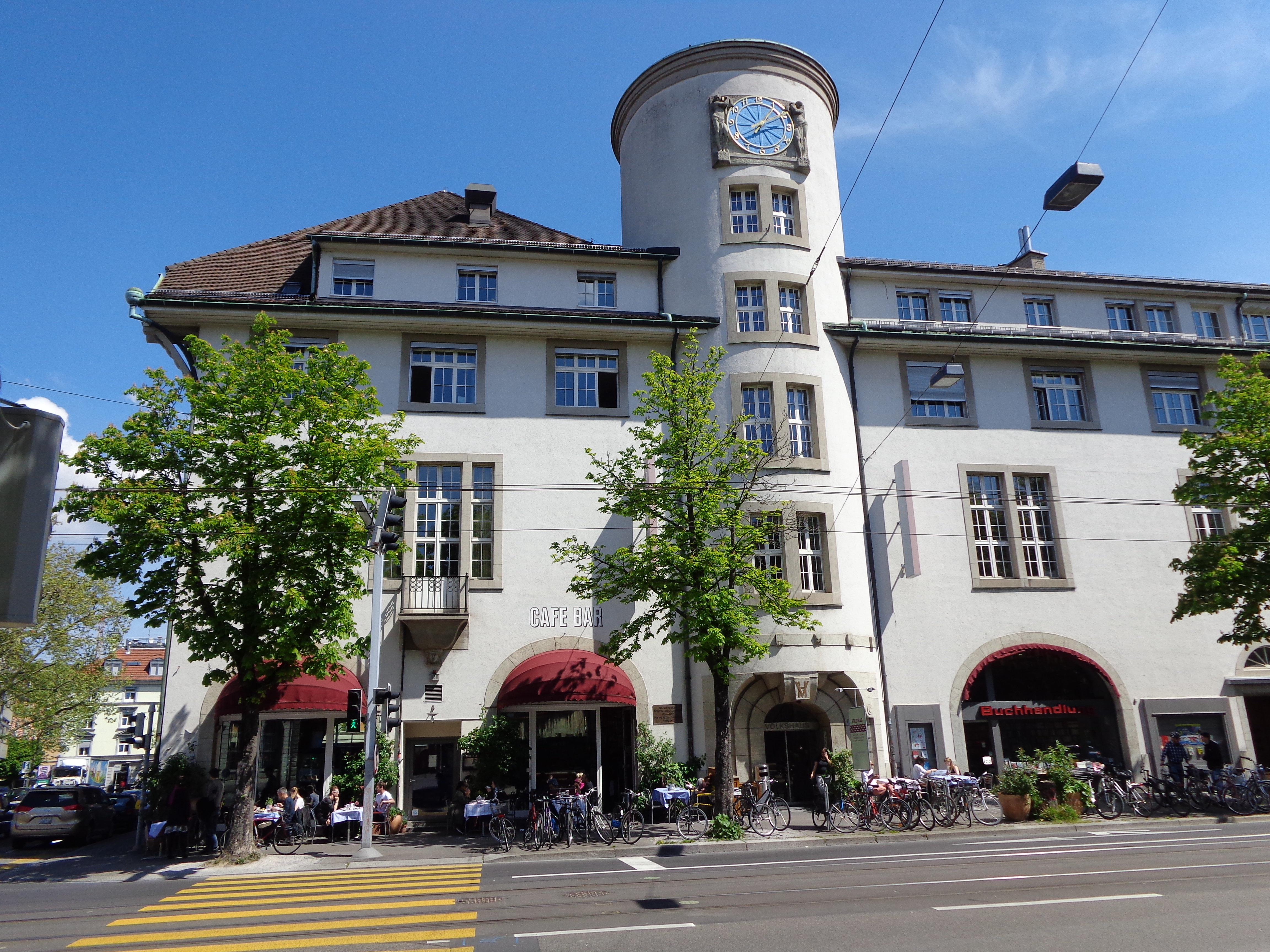
Volkshaus Zürich (2014)

- 1910 Volkshaus Zürich, erbaut durch eine Stiftung der SP, der Gewerkschaften und der Stadt
- 1914 Volkshaus Bern, gegründet durch die SP
- 1919 Casa del Popolo, Bellinzona
- 1924 Volkshaus La Chaux-de-Fonds
- 1925 Volkshaus Basel, ehemalige Brauereigaststätte mit Konzertsaal von 1874, Umbauten 1925 durch Henri Baur-Schwarz und 2012 durch Herzog & de Meuron
- 1932 Volkshaus Biel, von Eduard Lanz
- 1938 Volkshaus Winterthur, Architekt Hans Hofmann, 2004 abgebrochen

### Tschechien

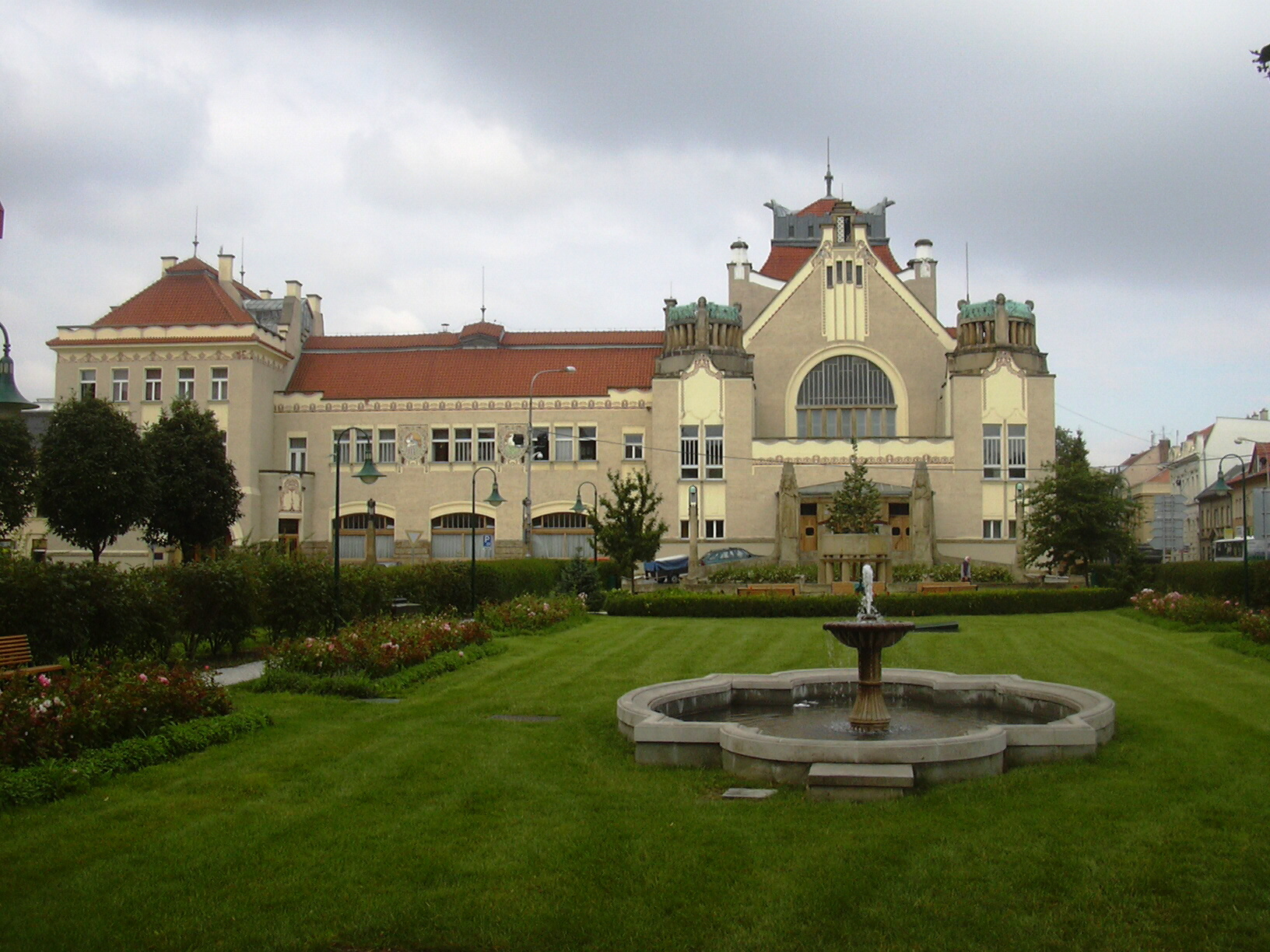
Volkshaus Prostějov (2007)

Im Tschechien wurden sowohl „Národní domy“ (Nationalhäuser, verbunden mit dem tschechischen Nationalismus) als auch „Lidové domy“ (Volkshäuser, soziale Zentren der Sozialdemokratischen Partei als eine Konkurrenz zu den Sportunterricht Sokol und katholischen Orel Bundeshäuser) eingerichtet wurden.
- 1906–07 Národní dům Prostějov
- 1907 Lidový dům, Prag, entstanden durch Umbau des 1651–57 durch Carlo Lurago erbeuten ehemaligen Losyovský-Palastes
- 1912 Lidový dům, Karlsbad